# Chionophylax czarnohoricus
Chionophylax czarnohoricus är en nattsländeart som först beskrevs av Dziedzielewicz 1911.  Chionophylax czarnohoricus ingår i släktet Chionophylax och familjen husmasknattsländor. Inga underarter finns listade i Catalogue of Life.